# Ravanoa xiphialis
Ravanoa xiphialis är en fjärilsart som beskrevs av Walker 1859. Ravanoa xiphialis ingår i släktet Ravanoa och familjen Crambidae. Inga underarter finns listade i Catalogue of Life.